# U.S. Route 64
U.S. Route 64 (ou U.S. Highway 64) é uma autoestrada dos Estados Unidos.
Faz a ligação do Oeste para o Este. A U.S. Route 64 foi construída em 1926 e tem 2 326 milhas (3 743 km).

## Principais ligações
Autoestrada 25 perto de Raton

 Autoestrada 35 perto de Perry

 Autoestrada 24/Autoestrada 75 em Chattanooga

 Autoestrada 40 em Raleigh